# 陸增鏞
陸增鏞，CBE[?]（1923年—2008年2月16日），香港跨國紡織實業家，與胞弟陸增祺爵士同為亞非紡織集團創辦人之一，1988年至1994年出任香港毛織出口廠商會會長。
陸增鏞祖籍浙江湖州，上海出生，是晚清金石學家陸心源曾孫，但到陸增鏞父親一代已家道中落。他早年畢業於滬江大學，1948年底隨家人遷居香港，起初於英資登華洋行任職，1964年轉到東亞太平毛紡集團出任營業部主任，未幾又引薦胞弟陸增祺一同加入，逐步晉身管理高層。1973年5月，兩人在唐翔千和楊元龍參與投資下出走成立亞非紡織集團，重點在非洲島國毛里裘斯投資設紡織廠，取得可觀成績，並大大改變當地的經濟面貌，這促使他在1990年獲該國政府提名下獲英廷頒授CBE勳銜，胞弟陸增祺更早於1988年獲冊封成為爵士。
陸增鏞與胞弟陸增祺自1989年起持續支持家鄉湖州的高等教育發展，並尤其關注湖州師範學院的建設。該校多座教學樓和多項獎學金，皆獲陸氏兄弟捐助下興建和設立。此外，陸增鏞活躍於工商界事務，歷任香港中華廠商聯合會名譽會長和副會長、製衣業訓練局委員和選舉委員會工業界（第二）選委等。在毛織出口廠商會會長任內，他帶領業界反駁美國政府指香港人造纖維針織品對美國進行傾銷的指控，並取得最終勝利。與浙江社團關係密切的他，還曾任香港浙江省同鄉會聯合會會長，以及第八屆和第九屆浙江省政協委員和第十屆浙江省政協常委等職。
2008年2月16日，陸增鏞與一名女子在九龍油麻地聖地牙哥酒店闢室相敘時心臟病突發，送院搶救後證實死亡，終年約84歲。身後，三弟陸增祺於2011年10月在湖州師範設立陸增鏞先生紀念館，作為紀念。

## 生平

### 早年生涯
陸增鏞祖籍浙江湖州，1923年生於中國上海，曾祖父陸心源（1838年－1894年）是晚清金石學家，官至三品，在家鄉湖州建有潛園，園內有藏書樓皕宋樓，與海源閣、八千卷樓及鐵琴銅劍樓並稱「晚清四大藏書樓」； 祖父陸樹聲（1882年－1933年）是陸心源三子，曾中秀才。在清末民初，陸家也曾於上海經營繅絲廠和錢莊等業務。陸增鏞的父親陸穆堂（1904年－1953年），又名陸熙雍，畢業於復旦大學，在上海從事證券業務；而母親沈懷瑾（1905年－1937年）是客居蘇州的湖洲沈氏名門後人，於1921年16歲時嫁給年長一歲的陸穆堂。
陸家到陸穆堂一代已家道中落，但家境仍算優裕。然而，陸增鏞1937年只有14歲時，母親受幼女早夭打擊，悲慟而死，年僅32歲。此後，陸增鏞的父親獨力照顧家中三名兒子，其中陸增鏞二弟陸增鈺（1924年－？）畢業於上海滬江大學，其後獲父親獨力資助到美國威斯康辛大學自費攻讀政治科學，並獲文學碩士學位；三弟陸增祺（1926年－；後為爵士）則畢業於上海聖約翰大學。

### 定居香港
陸穆堂戰後因工作需要由上海來到香港，及後中國大陸在1949年面臨主權易幟和中華人民共和國成立之際，陸增鏞也在1948年底來港定居，而三弟陸增祺則緊隨在翌年初到步。三兄弟中唯獨身在美國的陸增鈺卻在1949年中共建政時回國，1957年逃往香港與家人團聚，1960年定居美國後，曾於1965年以「反共義士」身份訪問台灣。雖然陸增鏞來港之前已於1946年從上海滬江大學畢業，但經歷中日戰爭和國共內戰後，陸家已經一貧如洗，兄弟倆跟父親只好在香港島的北角合租一室。1953年7月，父親陸穆堂更因心臟病逝世，終年僅49歲。
為了維持家中生計，陸增鏞與三弟都要尋找工作。其中，陸增鏞獲英資登華洋行聘為文員，初時月薪只有300港元，而陸增祺則獲生產手電筒的宋氏公司聘用為文員。經過兩人的努力，陸增鏞後來獲起用為登華的貿易部副經理，而陸增祺也獲提拔為宋氏公司總經理鍾士元（後為爵士）的私人秘書。當時，登華洋行是太平毛紡廠的總代理，而該廠老闆是同樣祖籍浙江和生於上海的紡織商人曹光彪，因此在登華工作的陸增鏞遂漸為曹光彪和該廠總經理羅永正所識。1959年，太平毛紡廠與香港另一家大型紡織廠東亞毛紡廠合併成為東亞太平毛紡集團，並於1961年成立東亞太平（出口）有限公司，以加強把產品外銷。
自東亞太平毛紡集團成立後，登華洋行不再成為總代理，但得到羅永正推薦，陸增鏞在1964年加入成為東亞太平的營業部主任；在他的穿針引線下，陸增祺不久又獲曹光彪邀請加入東亞太平成為總經理的秘書。兩年後，集團計劃關閉經營不善的東亞太平（出口）有限公司，這時已掌握紡織業生產流程、採購銷售和管理模式的陸氏兄弟隨即主動提出接手打理，而且只用了短短幾個月便把這家子公司的業績扭虧為盈。經此以後，陸增祺獲起用為東亞太平（出口）的經理，旋獲委任為執行董事；而陸增鏞未幾也獲提拔出任東亞太平經理。到了1970年，兩人更已成為東亞太平年薪高達60至70萬的決策高層，並獲配10%的公司股份。

### 亞非紡織集團
雖然陸增鏞與三弟陸增祺同在東亞太平毛紡集團任職高層，但隨著香港經濟逐漸轉型，兩人早已認為香港的紡織工業早晚會轉趨式微，於是踏入七十年代已開始尋找新的商機。正好陸增祺在1970年會見一個來自非洲島國毛里裘斯的招商團，了解到該國在當年開始落實工業化政策，外商除可獲得政府的稅務寬免，也可得益於當地相對廉宜的勞工成本，這促使陸氏兄弟萌生到毛里裘斯投資紡織生產的念頭。可是由於集團調整政策，他們的構思沒有得到支持，結果兩人選擇離開東亞太平，並成功招攪香港紡織鉅子唐翔千和楊元龍合資500萬港元，在1973年5月18日成立亞非紡織集團（Afasia Group）。亞非集團雖由唐翔千任董事長，但日常業務運作交由董事總經理陸增祺和副董事總經理陸增鏞打理。
亞非起初除了在香港和馬來西亞檳城各開設一家毛紡廠，又在毛里裘斯大舉投資，興建一家毛紡廠、一家漂染廠和三家針織廠，從而在當地做到「一條龍」生產。集團由陸增鏞駐紮毛里裘斯直接打理當地廠房，而陸增祺則坐鎮香港統籌業務和管理香港和大馬的毛紡廠。成立首年，亞非已僱用員工1,000多人，成衣產量達10萬件，賺取數百萬港元。1976年，毛里裘斯更憑藉其英聯邦王國身份（至1992年才改成共和國），獲接納為歐共體附屬會員國，享有紡織品出口歐洲無需徵稅的待遇，同時不受任何配額限制，讓亞非集團更容易的把產品外銷到歐洲市場。反觀香港，卻於1977年底被歐共體進一步限制紡織業進口，對當地紡織業構成打擊。
此外，亞非成立初年，已跟隨香港貿易發展局參加在意大利米蘭舉行的針織品交易會，但由於早年的工人技術尚未成熟，集團早年主要生產廉價成衣，到後來因生產技術和配套逐漸改善，加上勞工技術水平提升，才進而生產其他高檔次的潮流服裝。隨著業務不斷發展，亞非集團的生產網絡後來進一步拓展至牙買加、馬達加斯加、孟加拉和澳門等地，產品行銷美國和歐洲市場。及至1985年，亞非已在毛里裘斯設有一家紡織廠、兩家漂染廠和六家針織廠，僱用約5,000名員工，每年成衣產量躍增至400萬件。最高峰時，亞非集團僱用的員工總數更高達24,000人。
毛里裘斯由原本一個依賴蔗糖出口的農業國家，一度蛻變成為全球第三大毛衫出口國，亞非集團扮演一定角色。為肯定其對毛里裘斯工業和經濟發展的支持，陸增鏞經毛里裘斯政府推薦下，於1990年的英女皇壽辰授勳名單獲授CBE勳銜。在此以前，三弟陸增祺也在毛里裘斯政府提名下，早於1988年元旦授勳名單獲英廷頒授地位更高的爵士勳銜，是罕有地獲香港政府和英國政府以外的其他英聯邦政府提名封爵的香港華人。
另一方面，中國大陸實施改革開放之初，亞非早於1979年跟北京毛衫廠合作提供設備和技術，並協助開拓市場；其後又於1984年在東莞合資興建染廠和毛紡廠。1988年，亞非又以中國大陸為基地，開始拓展絲綢業務，並於1990年初作價100萬港元購入三家大陸絲綢廠。隨著亞非集團的業務走上軌道，陸氏兄弟後來買回唐翔千和楊元龍的股份，使集團成為陸家獨資經營，並由陸增祺和陸增鏞分別出任集團董事長兼總裁和副董事長。踏入九十年代中期，集團又委派陸增祺的女兒陸雅儀到浙江、上海和廣東等地考察，進一步開展在國內的投資和生產基地的設立；而這時期的陸增鏞則曾於1991年至1999年在其士發展國際有限公司兼任獨立非執行董事，該集團主席周亦卿跟陸增鏞的籍貫同為浙江。

### 社會公職
陸氏兄弟透過亞非集團在香港的紡織業界佔一席位，這促使陸增鏞在1988年至1994年當選香港毛織出口廠商會會長，任內促成第24屆世界針織會議於1993年首度在香港召開。不過，他任內面對的最大挑戰，是美國全國針織及運動衣聯會於1989年指控香港的人造纖維針織品生產商違反反傾銷規定，促使美國商務部國際貿易委員會於1990年9月決定對港商生產並進口美國的人造纖維針織品加徵5.68%反傾銷稅，並於一年後再作檢討。1991年9月，美國全國針織及運動衣聯會在檢討限期前再向美國商務部提出要求調查亞非集團在內29家香港紡織廠，在過去一年的在美銷售價格是否低於香港的市場價值，使香港的紡織業界面臨美國進一步的反傾銷措施。
美方連串的反傾銷措施，嚴重打擊香港人造纖維針織品對美國的出口，相關對美出口貨值更由1989年的8.9億港元大跌至1990年的只有5.64億港元。在這個背景下，身為毛織出口廠商會會長的陸增鏞加入業界組成的反傾銷委員會兼任副主席，代表業界持續作出強烈的反駁和申辯，同時協助向業界提供法律支援，以及多次要求香港政府注資成立反傾銷基金以保障業界利益。透過向港府尋求協助，港府又於1991年6月把爭議提交關貿總協定反傾銷措施委員會裁決。各方的行動促使美國國際貿易法院在1992年7月裁定國際貿易委員會在1990年實施反傾銷稅的決定是基於錯誤的資料，指令委員會作出檢討，使得委員會於同年11月一致同意推翻1990年的決定。美國全國針織及運動衣聯會其後雖然提出上訴，同時美國商務部也決定對八家香港紡織廠就1991年至1992年的對美人造纖維針織品出口展開調查，但隨著美國聯邦巡迴區上訴法院於1994年6月駁回上訴及維持原判，持續五年的反傾銷爭議才終告一段落。
身兼毛織出口商會會長的陸增鏞也活躍於香港的工商業組織，這與作風低調的胞弟陸增祺構成鮮明對比。其中，他曾任香港中華廠商聯合會副會長、香港紡織業聯會會董和滬港經濟發展協會理事等職，後來又榮任廠商會名譽會長和毛織出口商會名譽會長。得到香港特區政府的注意，他於2001年至2003年獲委任為製衣業訓練局委員，並於2000年至2006年獲同業推選為選舉委員會工業界（第二）選委。憑藉其與海外貿易的聯繫，他還於1995年獲委任為馬達加斯加駐香港名譽領事，直至香港主權移交後的2005年方告卸任。
另一方面，祖籍浙江湖州的陸增鏞熱心關注家鄉事務，歷任香港浙江省同鄉會聯合會副會長、湖州旅港同鄉會會長、浙江省工商聯名譽會長、浙江海外聯誼會常務理事、浙江省海外交流協會名譽顧問，以及湖州市僑聯名譽主席等職，2005年至2008年間又當選香港浙江省同鄉會聯合會第四屆和第五屆會長。1998年和2003年，他更先後當選為第八屆和第九屆浙江省政協委員，至2008年1月進一步當選為第十屆浙江省政協常委。

### 推動教育
陸氏兄弟自八十年代末、九十年代初開始捐助家鄉湖州的教育事業，並特別支持湖州師範學院的發展。早於1989年，陸增鏞三弟陸增祺多年來首度回鄉，在訪問湖州期間捐出100萬港元，促成湖州師範在1991年建成新教學樓，以陸氏兄弟父親命名為穆堂樓。其後，陸增鏞在1991年捐出100萬港元，促成湖州師範在1994年建成圖書樓，以兩人母親命名為懷瑾樓。此後，陸氏兄弟繼續多次訪問湖州，他們除了於1994年各捐100萬港元，為該校建成心源藝術館和思源體育館；還有在1998年捐出100萬港元設立燕英體育館，以及在2002年捐出100萬港元設立熙培專家樓等。
另一方面，陸氏兄弟為湖州師範設立多項獎學金，當中包括在1997年捐出100萬港元設立的興湖教育獎勵基金，以及自2007年起每年捐出10萬港元設立的亞非獎學金（後來先後易名陸侯燕英幫困獎學金和陸增鏞獎學金）等。在湖州師範以外，陸氏兄弟也曾為浙江大學設立計算機設計與圖形學高科技獎勵基金、浙江大學陸氏研究生教育國際交流基金和陸增祺流體傳動及控制高科技獎勵基金等，浙大的陸氏研究生教育大樓，也是由他們捐建。為肯定陸增鏞對湖州師範和浙江大學的長期支持，他曾獲聘為湖州師範學院名譽院長和浙江大學顧問教授，且獲湖州當局授予湖州市榮譽市民名銜。
在香港，陸增鏞自1993年起出任香港中文大學崇基學院校董，任內於2002年捐款贊助崇基學院及浙江大學合辦學生互訪計劃。他也曾經為香港翻譯學會設立獎學金，以推動該會的發展。

### 晚年生涯
年事漸高的陸氏兄弟自九十年代開始逐步把亞非集團的業務交由陸增祺的女兒陸雅儀打理，至2003年陸增祺正式退任集團董事長一職，改任董事局名譽主席，集團董事長一職正式由陸雅儀接棒。至於同樣淡出亞非的陸增鏞則繼續活躍於公開場合，他臨終前最後一次出席公開活動，是在2008年1月以廠商會名譽會長身份，主持接待以浙江省台州市路橋區委書記馬曉暉為首的一行10人代表團訪港。
2008年2月16日，陸增鏞與一名年約30至40歲的梁姓長髮女子，在九龍油麻地吳松街181號聖地牙哥酒店闢室相敘。期間，陸增鏞在酒店房間的浴室洗澡時突然昏倒地上，經梁姓女子發現後報警求助，據稱兩人在房內未有親熱。報案中心在下午3時34分接報後，即時派出救護車到場處理，陸增鏞由救護員從酒店抬到救護車的時候，身上只穿內褲，而且經已失去知覺，送往伊利沙伯醫院搶救後證實死亡，終年約84歲。警方即場調查後相信陸增鏞是心臟病突發猝死，遺體則於2月18日交由法醫官驗屍。
陸增鏞身後於2月29日在北角的香港殯儀館出殯，當日早上超過200人出席親屬為他舉辦的追思會，參與的工商界人士包括田北俊、利孝和夫人和蔣震的數名女兒等等，靈堂內外也放滿各界致送超過150個花圈。對於陸增鏞離世，廠商會永遠名譽會長陳永棋和代表廠商會的立法會議員呂明華均表可惜，兩人都認為他是「愛國愛港的好好先生」，對香港的毛織發展有重大貢獻。為紀念長兄，陸增鏞三弟陸增祺於2011年10月在湖州師範設立陸增鏞先生紀念館，以及於2013年出資1,000萬人民幣設立陸增鏞紀念館教育基金會，其後還先後於2014年和2015年分別設立陸增鏞教師獎和陸增鏞卓越獎學金等。

## 個人生活
由於長時間在毛里裘斯工作，而且把注意力集中於亞非紡織集團的業務發展，陸增鏞終身不婚，沒有組織家庭。身為香港賽馬會會員，陸增鏞也是一名馬主，名下馬匹包括「黃金歲月」，另外跟三弟陸增祺爵士聯名持有的還包括「華山夢」和「潛園夢」。

## 榮譽
- 以下列出榮譽全稱及縮寫：^ 
  - 英帝國司令勳章（C.B.E.）　（毛里裘斯；1990年英女皇壽辰授勳名單[27]）

## 附註
1. ↑  海外香港華人獲封爵士，早有1957年獲頒授KBE勳銜的李孝式上校。[30]不過，李孝式雖然1901年生於香港和曾於香港皇仁書院受教，但他在1957年獲勳時，已定居馬來亞多年，並以馬來亞聯合邦財政部長的身份獲勳。[30][31]

## 注腳
1. 1 2 3 4 5 6 7  陳達（1999年），頁34。
2. 1 2 3 4 5 6 7 8 9 10 11 12 13 14 15 16 17 18  〈傳奇！這個湖州人打造了一個橫跨亞非歐美的大集團〉（2017年11月6日）
3. 1 2 3 4 5 6 7 8 9 10 11 12 13 14 15 16 17 18 19  〈陸增鏞、陸增祺，昆仲相長創輝煌〉（2007年2月28日）
4. ↑  嚴佐之（2020年3月5日）
5. 1 2 3 4  〈香港亞非集團名譽主席陸增祺先生訪問我校（圖）〉（2015年4月10日）
6. ↑  〈3039劉珏為"抑之"作山水鏡心〉（2018年6月）
7. ↑  林淑玲（2005年），頁8。
8. 1 2 3 4 5 6 7  〈校友文苑：湖師遷建與陸氏捐贈〉（2016年5月30日）
9. 1 2  〈陸增鈺告美人提防中共虛偽宣傳〉（1960年7月23日）
10. 1 2 3 4 5  蔣小馨、唐曄（2014年），頁156。
11. ↑  〈歡迎反共義士董濟平，陸增鈺，王玉林等茶會〉（1965年1月19日）
12. 1 2 3 4 5 6 7 8 9 10  陳達（1999年），頁35。
13. 1 2 3 4  〈億萬富豪82歲仍單身，中大前校董陸增鏞與女友闢室暴斃〉
14. ↑  Lo (17 May 2019)
15. ↑  蔣小馨、唐曄（2014年），頁156至157。
16. ↑  蔣小馨、唐曄（2014年），頁157。
17. ↑  蔣小馨、唐曄（2014年），頁158。
18. 1 2 3 4 5 6 7 8  "Hongkong investors head for Mauritius" (11 May 1986)
19. 1 2  蔣小馨、唐曄（2014年），頁159至160。
20. 1 2 3  "Textile men move plant to Mauritius" (7 November 1975)
21. 1 2 3 4 5 6  陳達（1999年），頁36。
22. 1 2  蔣小馨、唐曄（2014年），頁160。
23. ↑  "HK knitwear displayed in Milan fair" (19 June 1974)
24. 1 2 3 4 5 6 7 8 9  陳達（1999年），頁37。
25. ↑  "Group Introduction" (retrieved on 28 January 2011)
26. 1 2 3 4  蔣小馨、唐曄（2014年），頁161。
27. 1 2  "Supplement to Issue 52175 （页面存档备份，存于）", London Gazette, 15 June 1990, p.37.
28. 1 2  "Award for Industrialist" (23 June 1990)
29. ↑  "Supplement to Issue 51174 （页面存档备份，存于）", London Gazette, 30 December 1987, p.41.
30. 1 2  "Supplement to Issue 41089", London Gazette, 4 June 1957, p.3391.
31. ↑  The Asia Who's Who (1958), p.485.
32. 1 2  Wong (14 July 1990)
33. 1 2  "Lu, Eddie Tseng Yung 陸增鏞" (retrieved on 19 July 2020)
34. ↑  徐楨基（2007年）
35. 1 2 3 4  "Dumping row flares again" (21 May 1993)
36. 1 2 3  〈陸增鏞談對付傾銷指控，將與港府研究有效方法〉（1991年6月20日）
37. 1 2 3  〈廿九港廠被點名調查，多涉及做人纖衫生意〉（1991年10月2日）
38. ↑  〈陸增鏞不滿美裁決，倘經濟許可會上訴〉（1990年9月20日）
39. 1 2  Masson (1995), p.17.
40. 1 2 3 4 5 6 7  〈偕女友闢室，陸增鏞猝死〉（2008年2月17日）
41. ↑  〈2006-2007年報〉（2008年），頁9。
42. ↑  "Eddie Lu Tseng-yung" (21 April 1995)
43. ↑  〈馬達加斯加共和國駐中華人民共和國香港特別行政區名譽領事（終止任期）〉，《香港特別行政區政府憲報》第9卷第32期。香港：政府物流服務署，2005年8月12日。
44. 1 2 3  〈歷任會長〉（造訪於2020年7月19日）
45. ↑  〈香港亞非集團捐資助學湖州師院〉（2008年10月27日）
46. 1 2  〈湖籍港商十年捐資助學3000萬元〉（2016年12月13日）
47. 1 2  沈潔（2016年12月12日）
48. ↑  〈我校舉行陸增鏞獎學金設立十周年慶典（圖）〉（2016年12月13日）
49. ↑  〈心念家國，情繫桑梓——追憶陸增鏞先生〉（2008年3月23日）
50. ↑  〈崇基校友〉（2008年3月號），頁9。
51. ↑  《香港翻譯學會通訊：譯訊》（2006年4月），頁20。
52. 1 2  〈點讚！我校名譽校長陸增祺先生入選浙江省「最美統戰人物」，您的一票至關重要！〉（2019年9月5日）
53. ↑  〈名譽院長陸增祺與我校大學生漫談人生〉（2013年4月2日）
54. 1 2  〈偕年輕女子租房，僅穿內褲暈倒，崇基82歲校董猝死酒店床上〉（2008年2月17日）
55. ↑  〈陸增鏞出殯名流追思〉（2008年3月1日）
56. ↑  〈賽事資料（本地） - 馬匹資料〉（造訪於2020年7月19日）

### 英文資料
- The Asia Who's Who. Hong Kong: Pan Asia Newspaper Alliance, 1958.
- "HK knitwear displayed in Milan fair", The South China Morning Post, 19 June 1974, p.21.
- "Textile men move plant to Mauritius", The South China Morning Post, 7 November 1975, p.25.
- "Hongkong investors head for Mauritius", The South China Morning Post, 11 May 1986, p.27.
- "Award for Industrialist", The South China Morning Post, 23 June 1990, p.25.
- Wong, Joon San, "Afasia group finds silky touch", The South China Morning Post, 14 July 1990, p.23.
- "Dumping row flares again", The South China Morning Post, 21 May 1993.
- Masson, James, Acrylic Fiber Technology and Applications （页面存档备份，存于）. Florida: CRC Press, 1995.
- "Eddie Lu Tseng-yung", Africa Intelligence, 21 April 1995.
- "Group Introduction", Afasia Fashions (HK) Limited, retrieved on 28 January 2011.
- Lo, York, "Oriental Pacific Mills (東亞太平) – the Largest Wool Textile Producer in HK", The Industrial History of Hong Kong Group, 17 May 2019.
- "Lu, Eddie Tseng Yung 陸增鏞", Webb-site Who's Who, retrieved on 19 July 2020.

### 中文資料
- 〈陸增鈺告美人提防中共虛偽宣傳〉，《香港工商日報》第二頁，1960年7月23日。
- 〈歡迎反共義士董濟平，陸增鈺，王玉林等茶會 （页面存档备份，存于）〉，《台視新聞》，1965年1月19日。
- 〈陸增鏞不滿美裁決，倘經濟許可會上訴〉，《大公報》第廿五版，1990年9月20日。
- 〈陸增鏞談對付傾銷指控，將與港府研究有效方法〉，《大公報》第二十版，1991年6月20日。
- 〈廿九港廠被點名調查，多涉及做人纖衫生意〉，《大公報》第廿二版，1991年10月2日。
- 陳達撰，〈四十年共磨一劍——香港實業家陸氏兄弟的創業史和愛國情〉，《海內與海外》第12期。北京：中華全國歸僑華僑聯合會，1999年。
- 林淑玲著，〈陸心源及其《皕宋樓藏書志》史部宋刊本研究（上）〉，《古典文獻研究輯刊》初編第23冊。台灣：花木蘭文化事業有限公司，2005年。ISBN 986-712-816-8
- 《香港翻譯學會通訊：譯訊》第46期。香港：香港翻譯學會，2006年4月。
- 徐楨基著，《藏書家陸心源》。西安：陝西人民教育出版社，2007年。ISBN 978-7-54199-962-8
- 〈陸增鏞、陸增祺，昆仲相長創輝煌〉，《文匯報》，2007年2月28日。
- 《2006-2007年報》。香港：香港中華廠商聯合會，2008年。
- 〈億萬富豪82歲仍單身，中大前校董陸增鏞與女友闢室暴斃〉，《香港蘋果日報》，2008年2月17日。
- 〈偕女友闢室，陸增鏞猝死〉，《文匯報》，2008年2月17日。
- 〈偕年輕女子租房，僅穿內褲暈倒，崇基82歲校董猝死酒店床上〉，《太陽報》，2008年2月17日。
- 〈陸增鏞出殯名流追思〉，《香港蘋果日報》，2008年3月1日。
- 〈心念家國，情繫桑梓——追憶陸增鏞先生〉，《浙江在綫新聞網站》，2008年3月23日。
- 《崇基校友》。香港：香港中文大學崇基學院，2008年3月號。
- 〈香港亞非集團捐資助學湖州師院〉，《浙江省歸國華僑聯合會》，2008年10月27日。
- 〈名譽院長陸增祺與我校大學生漫談人生〉，《湖州師範學院新聞網》，2013年4月2日。
- 蔣小馨、唐曄著，《唐翔千傳 （页面存档备份，存于）》。香港：三聯書店（香港）有限公司，2014年。ISBN 978-9-62043-669-7
- 〈香港亞非集團名譽主席陸增祺先生訪問我校（圖）〉，《湖州師範學院新聞網》，2015年4月10日。
- 〈校友文苑：湖師遷建與陸氏捐贈〉，《湖州師範學院校友網》，2016年5月30日。
- 沈潔撰，〈十年桑梓：湖州師範學院182名學子獲陸增鏞獎學金〉，《浙江新聞》，2016年12月12日。
- 〈我校舉行陸增鏞獎學金設立十周年慶典（圖）〉，《湖州師範學院新聞網》，2016年12月13日。
- 〈湖籍港商十年捐資助學3000萬元〉，《每日頭條》，2016年12月13日。
- 〈傳奇！這個湖州人打造了一個橫跨亞非歐美的大集團〉，《每日頭條》，2017年11月6日。
- 〈3039劉珏為"抑之"作山水鏡心〉，《北京保利2018春季拍賣會：仰之彌高——中國古代書畫夜場》。北京：北京保利拍賣國際有限公司，2018年6月。
- 〈點讚！我校名譽校長陸增祺先生入選浙江省「最美統戰人物」，您的一票至關重要！〉，《每日頭條》，2019年9月5日。
- 嚴佐之教授撰，〈晚清四大藏書樓是哪些？〉，《中國文化研究院》，2020年3月5日。
- 〈賽事資料（本地） - 馬匹資料〉，《香港賽馬會》，造訪於2020年7月19日。
- 〈歷任會長〉，《香港浙江省同鄉會聯合會》，造訪於2020年7月19日。

## 外部連結
- AFASIA FASHIONS (HK) LIMITED 亞非（香港）有限公司 （页面存档备份，存于）, Webb-site Who's Who
- 香港毛織出口廠商會 （页面存档备份，存于）

| 其他職務      | 其他職務                                                   | 其他職務      |
| ------------- | ---------------------------------------------------------- | ------------- |
| 前任： 林輝波 | 香港毛織出口廠商會會長 1988年－1994年                      | 繼任： 林宣武 |
| 前任： 顧國華 | 香港浙江省同鄉會聯合會會長 （第四及第五屆） 2005年－2008年 | 繼任： 車越喬 |